# 三氟乙酸钠
三氟乙酸钠是钠的三氟乙酸盐，化学式为CF3COONa，有吸湿性。三氟乙酸钠可以将卤代芳烃三氟甲基化。它可由三氟乙酸和碳酸钠反应得到。